# United World Wrestling

Ancien logo de la FILA

La United World Wrestling (UWW), qui s'appelait Fédération internationale des luttes associées (FILA) jusqu'en 2014  est une association mondiale fondée en 1905 réunissant tous les pays possédant une fédération nationale compétente pour la gestion de la lutte dans tous ses styles, aussi bien olympiques que non olympiques. Les principaux styles que l'UWW gère et développe sur le plan international sont la lutte libre, la lutte gréco-romaine, la lutte féminine (tous trois au programme des Jeux olympiques), le grappling, le combat grappling, le pancrace, la lutte sur sable, la lutte à la ceinture, ainsi qu'un large éventail de styles de lutte traditionnelle pratiqués à travers le monde. 
L'UWW assure également la gestion et la promotion de la lutte mondiale sur la base d'accords de partenariat avec différentes organisations régionales, nationales et internationales, telles que la Fédération internationale des luttes celtiques, la Fédération internationale de lutte à la Ceinture Alysh, la Fédération internationale de Kures Kazakhe, la Fédération de lutte Khanty-Mansi ou la Fédération de lutte des peuples de Yakoutie.  

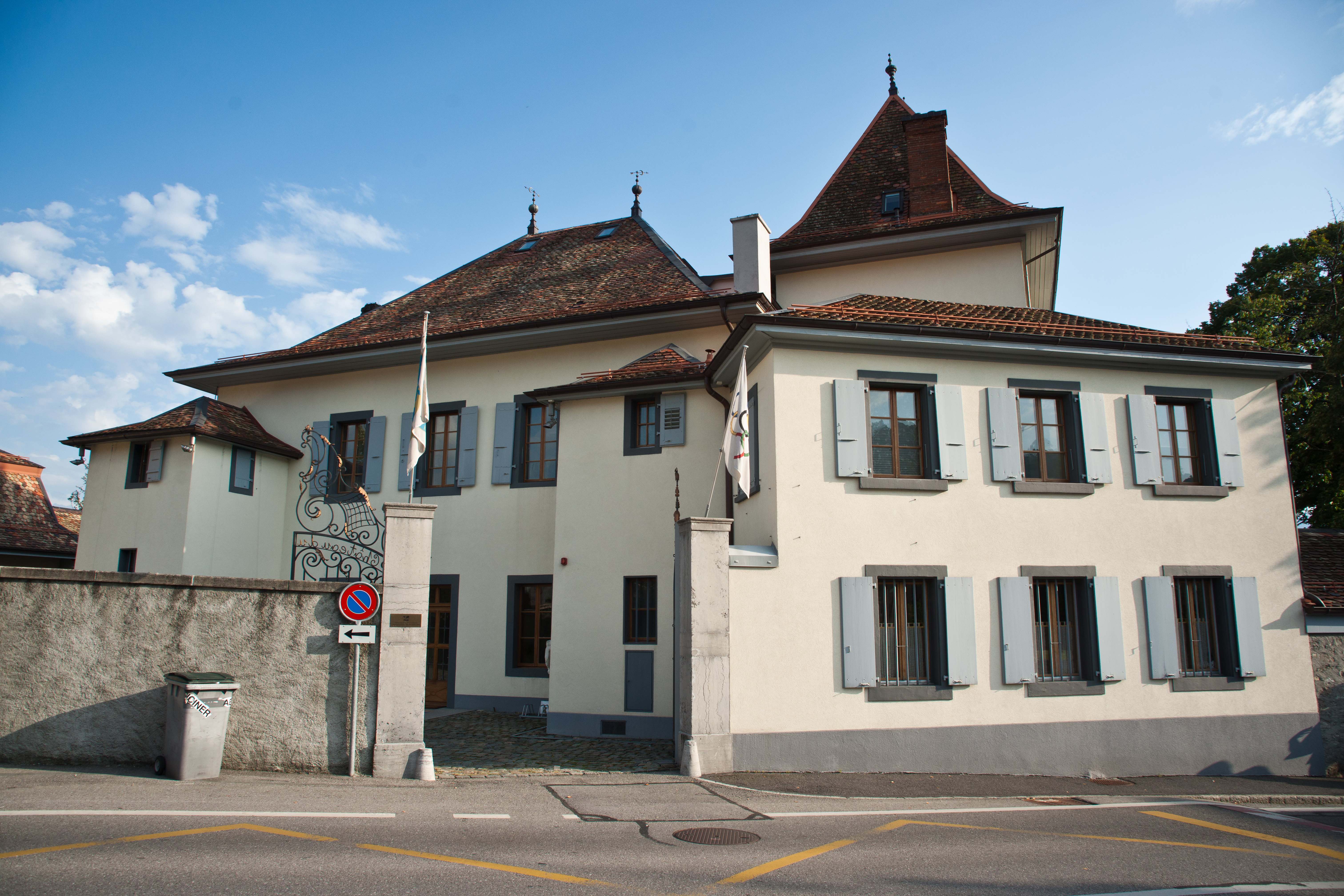
Siège de l'UWW à Corsier-sur-Vevey en Suisse.

Son siège est situé à Corsier-sur-Vevey, en Suisse, et son président actuel est Nenad Lalović.
Les principales compétitions organisées par l'UWW sont :
- les Championnats du monde de lutte
- la Coupe du monde de lutte
- les Golden Grand Prix

L'UWW assure aussi la tenue des épreuves de lutte aux Jeux olympiques, conjointement avec le Comité international olympique.